# 土耳其女子排球联赛
土耳其女子排球联赛（土耳其語：Sultanlar Ligi），也稱土耳其女子超級排球聯賽，由土耳其排球联合会经营管理，於1983年創辦，是土耳其最高等級的职业女排联赛，也视为世界上水準最高的兩大女排職業联赛之一（另一個是義大利女子甲組排球联赛），目前有14支參賽球隊。
其属下的俱乐部多次在欧洲和世界赛事上夺冠。由於联赛水平及職業化程度較高而吸引了不少世界著名的球星及顶尖国际球员加盟。
伊薩奇巴希（Eczacıbaşı）是目前為止成績最佳的球隊，已奪得17次联赛冠軍，現時與瓦基弗银行（VakıfBank）及费内巴切（Fenerbahçe）合稱聯賽的「三大球會」，各項賽事的三甲幾乎由這幾個球會瓜分。

## 參賽球隊
- 2025–26賽季土耳其女子排球联赛參賽隊伍共有14支。

| 中文名稱               | 英文名稱                      | 上季成績 |
| ---------------------- | ----------------------------- | -------- |
| 瓦基弗銀行女排俱樂部   | VakıfBank S.K.                | 冠軍     |
| 費內巴切女排俱樂部     | Fenerbahçe Medicana           | 亞軍     |
| 伊薩奇巴希女排俱樂部   | Eczacıbaşı Dynavit            | 季軍     |
| 加拉塔薩雷女排俱樂部   | Galatasaray S.K.              | 第4名    |
| 澤仁體育女排俱樂部     | Zeren Spor Kulübü             | 第5名    |
| 土耳其航空女排俱樂部   | Türk Hava Yolları SK          | 第6名    |
| 库泽博鲁体育俱樂部     | Kuzeyboru Spor Kulübü         | 第7名    |
| 艾登都會女排俱樂部     | Aydın Büyükşehir Belediyespor | 第8名    |
| 巴切利耶夫勒女排俱樂部 | Bahçelievler Belediyespor     | 第9名    |
| 贝西克塔斯女排俱樂部   | Beşiktaş JK                   | 第10名   |
| 阿拉斯貨運女排俱樂部   | Aras Kargo Spor Kulübü        | 第11名   |
| 尼呂費爾女排俱樂部     | Nilüfer Belediyespor          | 第12名   |
| 古斯蒂佩女排俱樂部     | Göztepe SK                    |          |

### 教練及球衣贊助
| 球隊             | 教練                       | 隊長                 | 球衣供應商     |
| ---------------- | -------------------------- | -------------------- | -------------- |
| 瓦基弗銀行       | 乔瓦尼·吉德提              | 澤赫拉·居內什        | Nike           |
| 費內巴切         | 馬塞洛·阿邦丹扎            | 艾達·艾爾丹姆·丹達爾 | Yıldız Entegre |
| 伊薩奇巴希       | 费尔哈特·阿克巴斯          | 蒂雅娜·博斯科维奇    | PUMA           |
| 土耳其航空       | 何塞·羅伯托·吉馬良斯       |                      | PUMA           |
| 加拉塔薩雷       | 吉列爾莫·納蘭霍·埃爾南德斯 | 比赫特爾·杜馬諾格魯  | PUMA           |
| 尼呂費爾         | 哈魯克·科克馬茲            |                      | 迪亞多納       |
| 艾登都會         | 阿爾珀.哈穆爾庫            | 法特瑪·塞克爾吉      |                |
| 薩利耶           | 哈桑·塞利克                | 梅爾韋·塔尼爾        | 迪亞多納       |
| 库泽博鲁体育     | 梅赫梅特.贝德斯特尼奥卢    | 布斯拉·基里克里      | 迪亞多納       |
| 貝西克塔斯       | 雷傑普·瓦坦塞韋爾          | 埃塞姆·阿克南        | 茵寶           |
| 凱西奧倫保險商店 | 格汗·拉赫曼·喬克森         | 阿斯利漢·克利奇      | PUMA           |
| 阿拉斯貨運       | 蘇菲·多甘西                |                      |                |
| 巴切利耶夫勒     | 凱南·烏尊                  |                      |                |
| 泽伦竞技         | 斯特萬·柳比西奇            |                      |                |

## 赛制
12支队伍在常规赛阶段将展开22轮主客场双循环比赛（分为两个阶段），季后赛启用前八名交叉淘汰赛，即1/4决赛对阵为：上半区常规赛第1名vs第8名，常规赛第4名vs第5名；下半区常规赛第2名vs第7名，常规赛第3名vs第6名。1/4决赛和半决赛均采用三场两胜制，总决赛采用五场三胜制。
积分规则
联赛分以3:0或3:1胜积3分,3:2胜积2分，2:3负积1分，其余积0分。总积分为联赛分加附加分，附加分是根据球队青年队成绩计算。
排名依据
依次为总积分、胜场数、胜负局比值、胜负分比值、双方对阵最后一场胜者。

### 欧洲赛事名额
- 欧洲女排冠军联赛
  - 联赛第一至三名，直接进入小组赛阶段。
- 欧洲女排盃
  - 联赛第四名，直接进入小组赛阶段。
- 欧洲女排挑戰盃
  - 联赛第五至六名，直接进入小组赛阶段。

## 外援球员（2025/26賽季）
| 球隊       | 外援1                 | 外援2               | 外援3                   | 外援4                  | 外援5           | 主教練                     |
| ---------- | --------------------- | ------------------- | ----------------------- | ---------------------- | --------------- | -------------------------- |
| 瓦基弗銀行 | 瑪麗娜·馬爾科娃       | 蒂雅娜·寶斯高域     | 卡塔琳娜·拉佐维奇       | 海倫娜·卡佐特          | 基亞卡·奧博古   | 乔瓦尼·吉德提              |
| 伊薩奇巴希 | 瑪格達萊娜·斯蒂亞克   | 凱瑟琳·普魯默       | 达娜·雷特克             |                        |                 | 朱利奧·切薩雷·布雷戈利     |
| 費內巴切   | 阿萊西婭·奧羅         | 阿林娜·費多羅夫采娃 | 阿格涅希卡·卡科萊瓦斯卡 | 安娜·克里斯蒂娜·德索萨 |                 | 馬塞洛·阿邦丹扎            |
| 加拉塔薩雷 | 馬蒂娜·武卡西克       | 布里特·邦加茨       | 埃琳·蒂默曼             |                        |                 | 吉列爾莫·納蘭霍·埃爾南德斯 |
| 泽伦竞技   | 布蘭基察·米哈伊洛維奇 | 亞歷山德拉·烏澤拉奇 | 歐菲莉亞·馬里諾夫       | 安娜·拉扎列娃          | 馬婭·阿列克西奇 | 斯特萬·柳比西奇            |
| 土耳其航空 | 羅貝塔·拉茲克         | 茱莉亞·伯格曼       | 戴安娜·阿莱克里姆       | 安蒂·瓦西蘭托納基      |                 | 何塞·羅伯托·吉馬良斯       |
| 庫澤博魯   |                       | 陳氏青翠            | 納西亞·迪米特羅娃       | 瑪格麗塔·庫裡洛        |                 | 梅赫梅特.贝德斯特尼奥卢    |
| 貝西克塔斯 | 約瓦娜·布拉科切維奇   | 奧莉薇亞·羅贊斯基   |                         |                        |                 | 雷傑普·瓦坦塞韋爾          |
| 尼呂費爾   | 博雅娜·米倫科維奇     |                     |                         |                        |                 | 哈魯克·科克馬茲            |
| 艾登都会   | 希拉·約翰遜           | 妮娜·斯托吉爾科維奇 |                         |                        |                 | 阿爾珀.哈穆爾庫            |

## 历届冠军球隊
- 1983–1984 伊萨奇巴希
- 1984–1985 伊萨奇巴希
- 1985–1986 伊萨奇巴希
- 1986–1987 伊萨奇巴希
- 1987–1988 伊萨奇巴希
- 1988–1989 伊萨奇巴希
- 1989–1990 Emlak Bankası
- 1990–1991 Emlak Bankası
- 1991–1992 瓦基弗银行
- 1992–1993 瓦基弗银行
- 1993–1994 伊萨奇巴希
- 1994–1995 伊萨奇巴希
- 1995–1996 Emlak Bankası
- 1996–1997 瓦基弗银行
- 1997–1998 瓦基弗银行
- 1998–1999 伊萨奇巴希
- 1999–2000 伊萨奇巴希
- 2000–2001 伊萨奇巴希
- 2001–2002 伊萨奇巴希
- 2002–2003 伊萨奇巴希
- 2003–2004 瓦基弗银行
- 2004–2005 瓦基弗银行
- 2005–2006 伊萨奇巴希
- 2006–2007 伊萨奇巴希
- 2007–2008 伊萨奇巴希
- 2008–2009 費內巴切
- 2009–2010 費內巴切
- 2010–2011 費內巴切
- 2011–2012 伊萨奇巴希
- 2012–2013 瓦基弗银行
- 2013–2014 瓦基弗银行
- 2014–2015 費內巴切
- 2015–2016 瓦基弗银行
- 2016–2017 費內巴切
- 2017–2018 瓦基弗银行
- 2018–2019 瓦基弗银行
- 2020–2021 瓦基弗银行
- 2021–2022 瓦基弗银行
- 2022–2023 費內巴切
- 2023–2024 費內巴切
- 2024–2025 瓦基弗银行

## 历届MVP
- 2007–08 –  Taismary Agüero（義大利）
- 2008–09 –  Seda Tokatlıoğlu（土耳其）
- 2009–10 –  叶卡捷琳娜·加莫娃（俄罗斯）
- 2010–11 –  索科洛娃（俄罗斯）
- 2011–12 –  Esra Gümüş（土耳其）
- 2012–13 –  格茲德克·爾達爾（土耳其）
- 2013–14 –  格茲德克·爾達爾（土耳其）
- 2014–15 –  金軟景（大韩民国）
- 2015–16 –  金伯利·希爾（美国）
- 2016–17 –  娜塔莉亞·佩雷拉（巴西）
- 2017–18 –  朱婷（中国）
- 2018–19 –  朱婷（中国）
- 2019–20 – 取消
- 2020–21 –  伊莎贝尔·哈克（瑞典）
- 2021–22 –  澤赫拉·居內什（土耳其） [2]
- 2022-23 -  梅麗莎·巴爾加斯（土耳其）
- 2023-24 -  梅麗莎·巴爾加斯（土耳其）
- 2024-25 -  詹苏·厄兹巴依（土耳其）

## 球队夺冠次数統計
| 球队          | 冠军次数 |
| ------------- | -------- |
| 伊萨奇巴希    | 16次     |
| 瓦基弗银行    | 14次     |
| 費內巴切      | 7次      |
| Emlak Bankası | 3次      |

## 歐洲及世界賽事成績
近10年，土耳其球隊拿到了其中的6個冠軍。
- 瓦基弗银行女排俱乐部：5個世界女排俱樂部錦標賽、6個歐洲女排冠軍聯賽、1個CEV女排盃、1個CEV女排挑戰盃，一共13冠軍
- 伊萨奇巴希女排俱乐部：2個世界女排俱樂部錦標賽、1個歐洲女排冠軍聯賽、2個CEV女排盃，一共5冠軍
- 費內巴切女排俱樂部：1個世界女排俱樂部錦標賽、1個歐洲女排冠軍聯賽、1個CEV女排盃，一共3冠軍

## 外部連結
- Turkish Volleyball Federastion official website